# Arraute-Charritte
Arraute-Charritte é uma comuna francesa na região administrativa da Nova Aquitânia, no departamento dos Pirenéus Atlânticos. Estende-se por uma área de 22,81 km². Em 2010 a comuna tinha 401 habitantes (densidade: 17,6 hab./km²).